# 輕工業

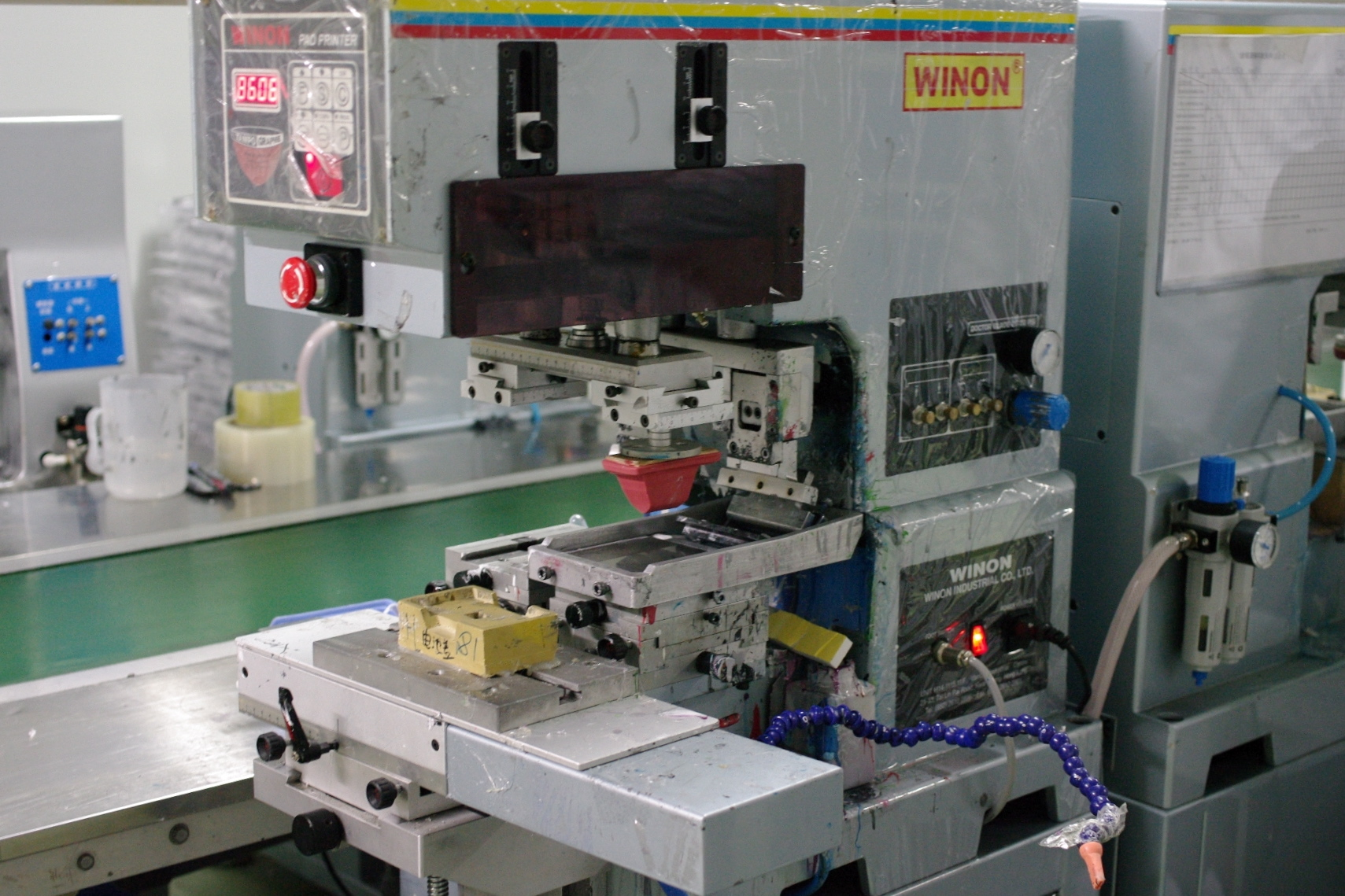
輕工業的小型機台

輕工業指以提供生活消费品为主的工业，通常指紡織業、或加工業這種二次性的工業。與重工業相对。国际上对轻工业尚未有一个严谨的、统一的概念。通常轻工业加工完成品都可以以人力拿起、或是與人類差不多大小的產品，放至於屋內，以經常在日常生活中使用到。輕工業特性是能提供大量工作機會，但是技術難度只屬中等，又只需中等初期資金投入輕型機具和小廠房所以多半能由民間自行成立；輕工業很多是建立在農林牧產品的二次加工上，所以會出現在農業興盛滿足後的社會。

## 分类
轻工业可分为两大类：
- 以农产品为原料的轻工业，即以农产品为基本原料的轻工业。主要有食品制造、烟草加工、纺织、造纸、印刷等工业。
- 以非农产品为原料的轻工业，即以工业品为原料的轻工业。如文教用品制造、医疗器具制造、化学药品制造、日用化学制品、電子產品製造、手工機具制造等。